# Ygre (przystanek kolejowy)
Ygre – kolejowy przystanek osobowy w Ygre, w regionie Hordaland w Norwegii, jest oddalona od Oslo Sentralstasjon o 379,03 km. Jest położony 168 m n.p.m.

## Ruch pasażerski
Należy do linii Bergensbanen, Jest elementem kolei aglomeracyjnej w Bergen i obsługuje lokalny ruch do Bergen, Voss i Myrdal. W ciągu dnia odchodzi z niej ok. 8 pociągów (nie wszystkie pociągi SKM).

## Obsługa pasażerów
Wiata, poczekalnia, parking na 10 miejsc. Odprawa podróżnych odbywa się w pociągu.